# Resolute
Resolute (Inuktitut: Qausuittuq; ᖃᐅᓱᐃᑦᑐᖅ, "luogo senza alba") è un insediamento Inuit situato nell'Isola Cornwallis nel Nunavut, in Canada. Resolute si trova in una posizione fondamentale lungo la famosa rotta del passaggio a nord ovest, ed è inclusa nella regione di Qikiqtaaluk.
Resolute è una delle comunità più a nord di tutto il Canada, seconda soltanto a Grise Fiord, sull'Ellesmere Island (Alert ed Eureka sono ancora più a nord ma vengono considerate soltanto stazioni meteorologiche). Resolute inoltre è uno dei luoghi abitati più freddi, con una temperatura media di -16.4 °C. Secondo il censimento del 2006 la popolazione era di 229 abitanti, in crescita del 6,5% dal 2001. Come nella maggior parte delle comunità artiche le strade e i terreni sono soltanto in ghiaia.

## Storia
Fu fondata nel 1947 come sede di una base aerea e una meteorologica, dal nome del vascello HMS Resolute.
Nel periodo della guerra fredda servivano basi militari in regioni delicate come quelle artiche, e proprio a Resolute si era deciso di stabilirne una. Per questo motivo il governo prelevò nel 1953 degli abitanti di varie comunità del Québec settentrionale e da Pond Inlet, promettendo loro nuove condizioni di vita più favorevoli; in realtà si trovarono in un luogo disabitato con condizioni estreme. Dovettero inoltre abituarsi ai sei mesi di oscurità e a sei mesi di completa illuminazione, fatto che non accade nel nord del Québec. Nonostante le lamentele gli Inuit furono costretti a rimanere a Resolute, sebbene fosse stato loro promesso di potersene andare liberamente. Alla fine riuscirono a sopravvivere, grazie all'acquisita tecnica della caccia alla beluga..

## Economia

### Servizi
Sebbene sia meno utilizzato di prima, il Resolute Bay Airport resta ancora il centro della comunità, e permette collegamenti diretti con i centri di Iqaluit e di Cambridge Bay. The Tadjaat Co-op gestisce alcuni punti vendita, un hotel, un ristorante, TV via cavo, Internet e noleggio motoslitte.
L'hotel può contare tre strutture alberghiere: il Narwhal Inn, il Qausuittuq Inns North e il South Camp Inn. Altri servizi sono una postazione permanente della Royal Canadian Mounted Police, una scuola e una palestra.

## Geografia fisica

### Clima
Resolute ha un clima polare con lunghi e freddi inverni ed estati brevi e fresche. La media annuale è di -13,3 °C per la temperatura massima, e -19,5 °C per la minima. Resolute ha un clima particolarmente secco, con scarsissime precipitazioni, 150 mm in un anno, soprattutto nei mesi estivi di luglio e agosto. La temperatura massima mai raggiunta a Resolute è stata di 18,3 °C, raggiunti il 18 luglio 1962. Invece la temperatura più bassa mai raggiunta è stata di -52,2 °C, toccati il 7 gennaio 1966.

## Sport
Resolute è la sede di partenza della Polar Race e del Polar Challenge, e in entrambe le corse il traguardo dopo 350 km di gara è il Polo Nord magnetico.
Nel 2007 una squadra della trasmissione britannica di successo Top Gear si è imbarcata verso Resolute ed è diventato il primo team a raggiungere il Polo Nord magnetico in automobile, con Jeremy Clarkson e James May, utilizzando una Toyota Hilux 3.0 Diesel modificata appositamente da un'officina dell'Islanda con una miscela di diesel e avgas, contro Richard Hammond, a bordo di una slitta per cani.